# Différence des sexes en psychanalyse
Pour les articles homonymes, voir sexe (homonymie).
La différence des sexes, outre ses aspects anatomiques et sociaux, est un sujet d’étude de la psychanalyse visant à expliquer l’asymétrie des rôles attribués aux hommes et aux femmes, des positions adoptées par les unes et les autres, et de l’image que chacun des deux sexes se fait de lui-même et de l’autre.

## Sigmund Freud
À la fin du XIXe siècle, prédomine la conception naturaliste d’un « instinct génital » s’éveillant à la puberté dont la finalité biologique est la reproduction.
L’apport de Sigmund Freud a été de montrer que « la sexualité qui est salutaire à la civilisation » ne relève pas d’un instinct génital ou de la biologie. La différence des sexes, au sens anatomique, ne relève pas forcément d’une identité sexuelle biologique mais chacun négocie la question de la différence des sexes et de sa propre position subjective comme être sexué et son rapport à un autre être sexué. La sexualité est présente dès l’enfance et l’enfant est décrit comme un « pervers polymorphe », elle ne relève pas de la biologie mais de l’inconscient, du complexe d'Œdipe et de l’angoisse de castration. Freud expose sa théorie de la sexualité infantile et du monisme de la libido (primat du phallus) principalement dans les Trois essais sur la théorie sexuelle (1905).
Est-ce à dire qu’il n’existe pas de différence entre hommes et femmes ? Pour Freud, « il appartient à la psychanalyse, non pas de décrire ce qu’est la femme - tâche irréalisable -, mais de rechercher comment l’enfant à tendances bisexuelles devient une femme. » Le complexe d’Œdipe affecte également le petit garçon et la petite fille. Découvrant que tous les êtres humains ne sont pas pourvus d’un pénis, le petit garçon craignant la castration de la part du père va se détourner de son investissement affectif envers sa mère et le remplace par une identification au père. La fille ne rencontre pas la menace de la castration - elle ne la concerne pas - mais, constatant que les garçons ont un pénis, « elle a vu, sait qu’elle ne l’a pas et veut l’avoir. » Paradoxalement, l’« envie du pénis » sera le moteur de son évolution vers la féminité.
Cette vision sera critiquée par bon nombre de psychanalystes femmes qui cherchèrent à donner une définition de la féminité non réductible à la privation de l’organe mâle
La découverte de l’absence de pénis chez la mère, assimilé par l’enfant, fille ou garçon, au résultat d’une « castration », provoque une dévalorisation. Le garçon reconnaît à son père une puissance phallique, s’identifie à lui et constitue par là sa propre identité virile. La fille ne peut accomplir une telle identification à la mère, déchue des attributs de la puissance, « son amour s’adressait à une mère phallique et non à une mère châtrée. » Cela pose un problème pour la construction de sa propre féminité, inconsciemment assimilée à la privation.

## Autres théoriciennes et théoriciens de la psychanalyse

### Helene Deutsch
La psychanalyste Helene Deutsch complète l'analyse freudienne en posant une essence de la féminité caractérisée par la passivité et le masochisme. Elle fait de l’érotisation de la douleur chez la femme la conséquence d’un processus psychologique nécessité par son destin biologique (menstruation, défloration, accouchement). L’« envie du pénis » est indirectement satisfaite dans la relation à l’homme.
La passivité est le premier rôle adopté par l’enfant, « objet » de l’affection et des soins de sa mère, alors perçue comme toute-puissante. Cela provoque une angoisse dont l’enfant se débarrasse très tôt par le jeu et l’affirmation de son autonomie mais qui peut survivre sous forme de fantasmes destructifs (être dévoré, battu, châtré). Le père apparaît alors comme le sauveur.

### Jacques Lacan
Selon Élisabeth Roudinesco et Michel Plon, Jacques Lacan révise la doctrine classique freudienne à la lumière de « sa propre topique du symbolique, de l'imaginaire, du réel » : quand il l'écrit avec une majuscule, il fait du « Phallus » « l'objet central de l'économie libidinale », mais c'est « un phallus dégagé de ses connivences avec l'organe pénien ». Chez Lacan, en effet, « la puissance phallique n'est plus articulée à l'anatomie mais au désir qui structure l'identité sexuelle sans privilégier un genre au détriment de l'autre ». Le phallus est ainsi « assimilé à un pur signifiant » exerçant une fonction symbolique.

## Les psychanalystes et le genre au XXIe siècle

### Introduction de la catégorie du « genre » en psychanalyse (J. Laplanche)
Dans Sexual (2007), Jean Laplanche fait observer que le « genre » qui concerne « la question de l'identité sexuelle », est « présent, en pointillés tout au moins, chez Freud », bien que « celui-ci n'utilise jamais le terme, et pour cause puisque la langue allemande ne le lui permet guère, car “Geschlecht” veut dire à la fois “sexe” et “genre” ». Laplanche cite alors Freud dans la Nouvelle suite des leçons d'introduction à la psychanalyse: « Masculin et féminin est la première différenciation que vous faites quand vous rencontrez un autre être humain, et vous êtes habitués à faire cette différenciation avec une certitude exempte d'hésitation ». En 2015, Laurie Laufer reprend cette citation de Freud par Laplanche dans un séminaire de recherche du CRPMS de l'Université Paris VII sur « Axe Genre, normes et psychanalyse ». Laplanche interroge en effet:  « Le genre serait-il vraiment a-conflictuel au point d’être un impensé de départ ? », écrit Laurie Laufer en citant le psychanalyste. Dans l'article « Le genre, le sexe, le sexual » (2003), auquel L. Laufer se rapporte, Jean Laplanche considère « à la différence de Peter et Ovesey qui disent “Le genre précède le sexe et l'organise” » que ce n'est pas le genre qui organise le sexe, mais le sexe (celui, unique, d'un « primat du phallus » selon la théorie de Freud du complexe de castration) qui organise le genre, lequel est social et « pluriel »: « Oui, le genre précède le sexe. Mais loin de l'organiser, il est organisé par lui. ». Laplanche fait jouer, notamment au cours de la confrontation « Beauvoir-Freud » qu'il convoque, « la présence de l'autre dans l'après-coup » au moment de « la simultanéité enfant-adulte ».
Avec l'« assignation de sexe / genre », le « genre » vaudrait pour Laplanche comme « message énigmatique », à resituer par conséquent dans le cadre de la théorie de la séduction généralisée de Jean Laplanche, comme « catégorie » du « message » adressé par les proches du socius (les parents ou les personnes qui en tiennent lieu) à l'enfant qui aura à le « traduire ».
Dans un article intitulé « De l’identité sexuelle à l’identité de genre: une révolution képlerienne ? » (2005) Damien Trapin se propose « de démontrer que le déplacement de l’identité sexuelle à l’identité de genre, opéré par Laplanche, révolutionne la théorie psychanalytique de la différence des sexes et s’écarte de la perspective sociologique ». Il considère en effet que  « si la théorie de la séduction de Laplanche (1987) convoque le primat de l’autre dans la simultanéité, il n’en demeure pas moins que la traduction des messages ambigus d’assignation de genre de l’environnement adulte proximal ressortit in fine à l’enfant herméneute ».

#### Textes de référence
- Sigmund Freud,
  - Trois essais sur la théorie sexuelle (1905)
  - Le Petit Hans : analyse de la phobie d'un garçon de cinq ans  (trad. de l'allemand), Paris, PUF, 2006, 134 p. (ISBN 2-13-051687-4)
  - Quelques conséquences psychiques de la différence anatomique entre les sexes, 1925.
  - La vie sexuelle, PUF, 1969.

#### Études psychanalytiques
(Dans l'ordre alphabétique des noms d'auteurs)
- Janine Chasseguet-Smirgel,
  - Le corps comme miroir du monde, PUF, 2003.
  - Les deux arbres du jardin : Essais psychanalytiques sur le rôle du père et de la mère dans la psyché, Des femmes, 2005,  (ISBN 2721003593)
- Collectif (avec Jean-Bertrand Pontalis,Pierre Fédida, Wilhelm Fliess, André Green, Joyce McDougall, Masud R Khan), Bisexualité et différence des sexes, Gallimard-folio, n°359, 2000,  (ISBN 2070411869)
- Jean Cournut, Pourquoi les hommes ont peur des femmes ?, PUF, 2001  (ISBN 2130514251), présentation sur Cairninfo[lire en ligne]
- Michel Fain et Denise Braunschweig, Éros et Antéros. Réflexions psychanalytiques sur la sexualité, Payot-poche, 1971.
- Antoinette Fouque, Il y a 2 sexes, Le Débat, Gallimard,2004  (ISBN 2070770672)
- Jean Laplanche, « Le genre, le sexe, le sexual » (2003), dans J. Laplanche, Sexual — La sexualité élargie au sens freudien 2000-2006, Paris, PUF/Quadrige, 2007, p. 152-193  (ISBN 978-2-13-055376 2).
  - Christian Flavigny, « Le genre ou les genres : quelle “théorie du genre” chez Jean Laplanche ? », Le Carnet Psy, 2021/9 N° 248, p. 36-38, [lire en ligne].
  - Ilka Quindeau, « The Ascription (Assignment) of Sex / Gender as Enigmatic Message », communication au Colloque de Cerisy, « La séduction à l'origine; l'œuvre de Jean Laplanche », juillet 2014 (Colloque publié), voir 
  - Damien Trapin, « De l'identité sexuelle à l'identité de genre: une révolution képlerienne ? », Psychologie clinique et projective, 2005/1 n° 11, p. 9-33, DOI : 10.3917/pcp.011.0009, [lire en ligne].
- Laurie Laufer, Vers une psychanalyse émancipée : Renouer avec la subversion, La Découverte, 2022, 240 p. (ISBN 9782348069710, lire en ligne).
  - Florence Bécar, « Vers une psychanalyse émancipée. Renouer avec la subversion, de Laurie Laufer, La Découverte, 2022 », Dialogue, 2024/2 n° 244, p. 140-143, DOI : 10.3917/dia.244.0140, [lire en ligne].
  - Diane Scott, « Laurie Laufer. Vers une psychanalyse émancipée. Renouer avec la subversion, Paris, La Découverte, 2022 », Savoirs et clinique, 2021/2 n° 29, p. 203-206. DOI : 10.3917/sc.029.0203. [lire en ligne].
- Donald Meltzer, Les structures sexuelles de la vie psychique, Payot, 1977.
- Sophie de Mijolla-Mellor (dir.) Les femmes dans l'histoire de la psychanalyse , Actes du Colloque de l'Association Internationale d'Histoire de la Psychanalyse (VIIe Rencontre Internationale de l'A.I.H.P., Londres, 16-18 juillet 1998), Bordeaux-Le-Bouscat, L'Esprit du Temps, coll. « Perspectives Psychanalytiques »  (ISBN 9782913062085), 1999, sommaire et présentation sur cairn.info : [lire en ligne]
- Sabine Prokhoris, Le Sexe prescrit, la différence sexuelle en question, Paris, Flammarion, 2000.
- Elisabeth Roudinesco et Michel Plon, Dictionnaire de la psychanalyse, Paris, Fayard, coll. « La Pochothèque », 2011 (1re éd. 1997), 1789 p. (ISBN 978-2-253-08854-7), « Différence des sexes », p. 332-338.
- Jacqueline Schaeffer, Le Refus du féminin, PUF, 2003,  (ISBN 2130489591)
- Michel Schneider, La confusion des sexes, Flammarion, 2007.
- Monique Schneider,
  - Le paradigme féminin, Flammarion-Champs, 2006,  (ISBN 2080801570)
  - Généalogie du masculin, Flammarion-Champs, 2006  (ISBN 2080801538)
- Alenka Zupančič (en), Qu'est-ce que le sexe ? (What IS Sex?, 2017, présentation [lire en ligne]), traduit de l'anglais par Sybille Flamand, Diaphanes (diffuseur : Les Presses du réel), 2019,  (ISBN 2889280411), présentation chez l'éditeur [lire en ligne]